# Спектроскоп

Оптический спектроскоп с дифракционной решёткой

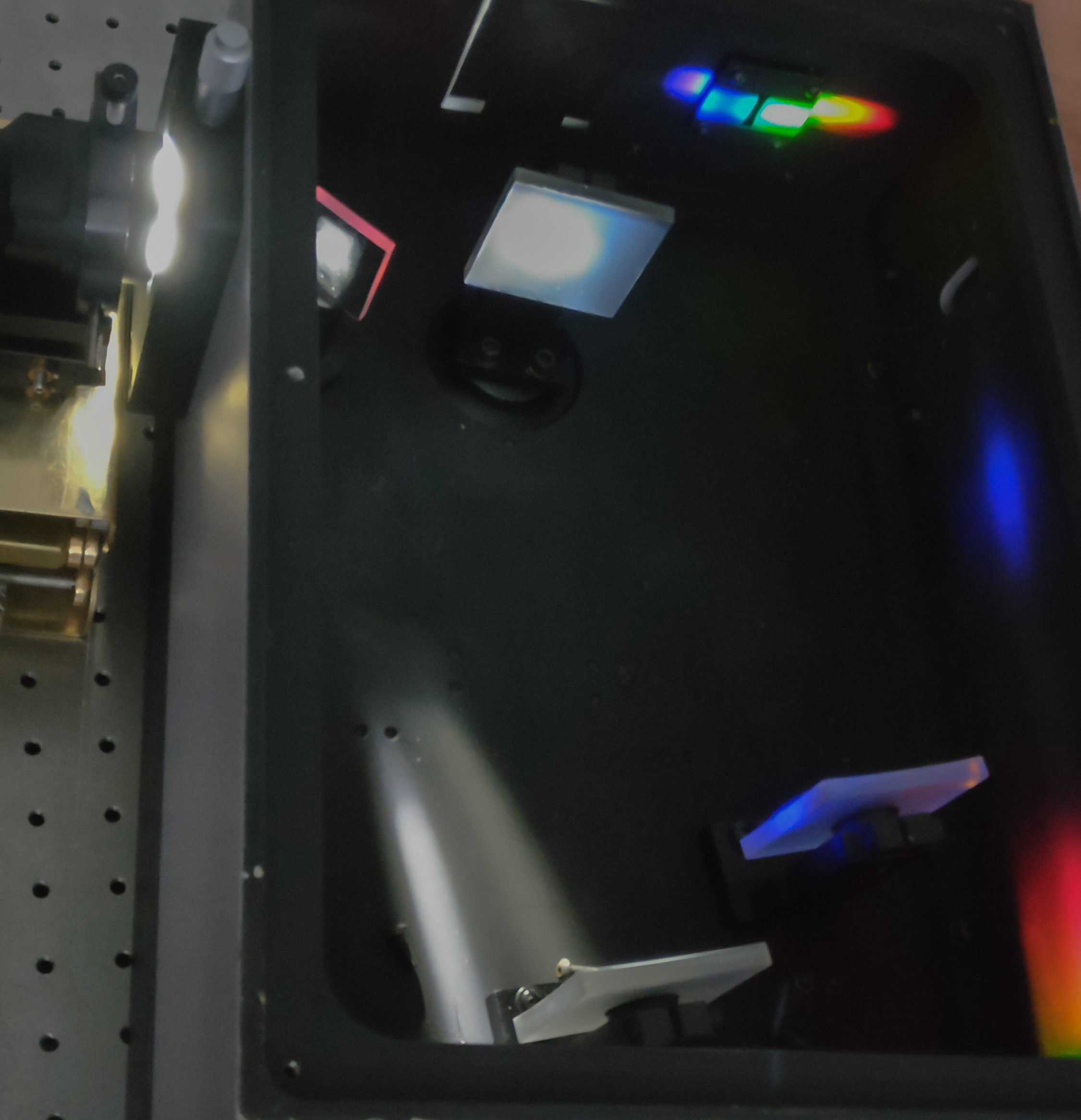
Внутренняя структура дифракционного спектрометра: свет исходит с левой стороны и дифрагирует на верхней средней отражающей дифракционной решетке. Затем нужная длина волны света выбирается с помощью щели в правом верхнем углу.

Спектроско́п (спектрометр) (от спектр и др.-греч. σκοπέω  — смотрю) — оптический прибор для визуального наблюдения спектра излучения. Используется для быстрого качественного спектрального анализа веществ в исследованиях по химии, металлургии (например, стилоскоп) и другим наукам. Разложение излучения в спектр осуществляется, например, оптической призмой. С помощью флуоресцентного окуляра визуально наблюдают ультрафиолетовый спектр, с помощью электронно-оптического преобразователя — ближнюю инфракрасную область спектра.
Часто под термином «спектрометр» понимают специализированное устройство, например, предназначенное для определения интенсивности заданного числа спектральных линий, часто автоматизированное, а под термином «спектроскоп» — настольный прибор, позволяющий вручную просматривать различные участки спектра.
Существуют различные разновидности спектрометров, такие как, например, портативный, рентгенофлуоресцентный, оптический.